# Matt Battaglia
Matt Battaglia (* 25. September 1965 in Tallahassee, Florida) ist ein US-amerikanischer Schauspieler.

## Leben
Vor seiner Karriere im Filmgeschäft studierte er an der University of Louisville. Hier wurde er Mitglied des Uni-Footballteams und später spielte er dann professionell in der National Football League. Seine erste Mannschaft waren die Cleveland Browns, später wechselte er zu den Philadelphia Eagles. Er musste seine Footballkarriere beenden, nachdem er sich einen Rückenknochen gebrochen hatte.
Matt Battaglia kehrte an die Universität zurück und machte seinen Abschluss in Betriebswirtschaft. 1989 war er erstmals als Schauspieler tätig. Er spielte in zwei Episoden der Krimiserie B.L. Stryker an der Seite von Burt Reynolds. Zwei Jahre später hatte er einen kleinen Auftritt in der Fernsehserie Twin Peaks von David Lynch. Es folgten einige weitere Auftritte in verschiedenen Serien. 1993 gab er sein Spielfilmdebüt in dem Actionfilm Barett – Das Gesetz der Rache mit Dolph Lundgren. Danach folgten wiederum zahlreiche kleinere Auftritte, darunter auch 1995 in dem Spielfilm Showgirls von Paul Verhoeven. 1996 hatte Battaglia einen Auftritt in der Serie JAG – Im Auftrag der Ehre und spielte 1997 in Friends einen von Phoebes Freunden.
Seine ersten Hauptrolle spielte er in den beiden Fernsehfortsetzungen zu Universal Soldier. Im Jahr 1998 wurden Universal Soldier 2 – Brüder unter Waffen sowie Universal Soldier 3 – Blutiges Geschäft produziert, und Battaglia übernahm darin die Rolle des Luc Devreux, die im Originalfilm aus dem Jahr 1992 von Jean-Claude Van Damme verkörpert worden war. Diesen Filmen folgten erneut zahlreiche Gastauftritte, so u. a. in Sabrina – Total Verhext!. 2002 spielte er eine kleine Rolle in dem Actionfilm Halbtot – Half Past Dead mit Steven Seagal. In den Jahren 2004/2005 war er in neun Episoden der Serie Queer as Folk zu sehen. 2011 übernahm er eine kleine Rolle in der Comicverfilmung Thor.
Daneben versucht sich Battaglia auch als Produzent zu etablieren. 2009 kam das Familiendrama Brothers mit Jake Gyllenhaal, Tobey Maguire und Natalie Portman heraus, an dem er als Co-Produzent beteiligt war. Bei dem Horror-Thriller Kill Theory fungierte er ebenfalls 2009 als mitausführender Produzent.
Matt Battaglia ist seit 2006 verheiratet.

## Filmografie (Auswahl)
- 1993: Time Trax – Zurück in die Zukunft (Time Trax, Fernsehserie, 1 Folge)
- 1996: Raven
- 1997: Friends (Fernsehserie, 1 Folge)
- 1998: Universal Soldier 2 – Brüder unter Waffen (Universal Solider 2)
- 1998: Universal Soldier 3 – Blutiges Geschäft (Universal Solider 3)
- 1999: Universal Soldier – Die Rückkehr
- 1999: Der Kuss des Mörders (Kiss of a Stranger)
- 1999: Gefahr aus der Tiefe – Die Vorboten der Hölle (Avalon: Beyond the Abyss)
- 2001: Pendulum – Im Visier der Angst (Pendulum)
- 2001: Charmed – Die Todesfee
- 2004–2005: Queer as Folk (Fernsehserie)
- 2005: Phantom Below (Tides of War)
- 2009: Heiße Spur
- 2011: Thor
- 2013: The Big Bang Theory (Fernsehserie, 1 Folge)
- 2016: Criminal Minds (Fernsehserie, 1 Folge)
- 2019: For All Mankind (Fernsehserie)